# أحد الشعانين

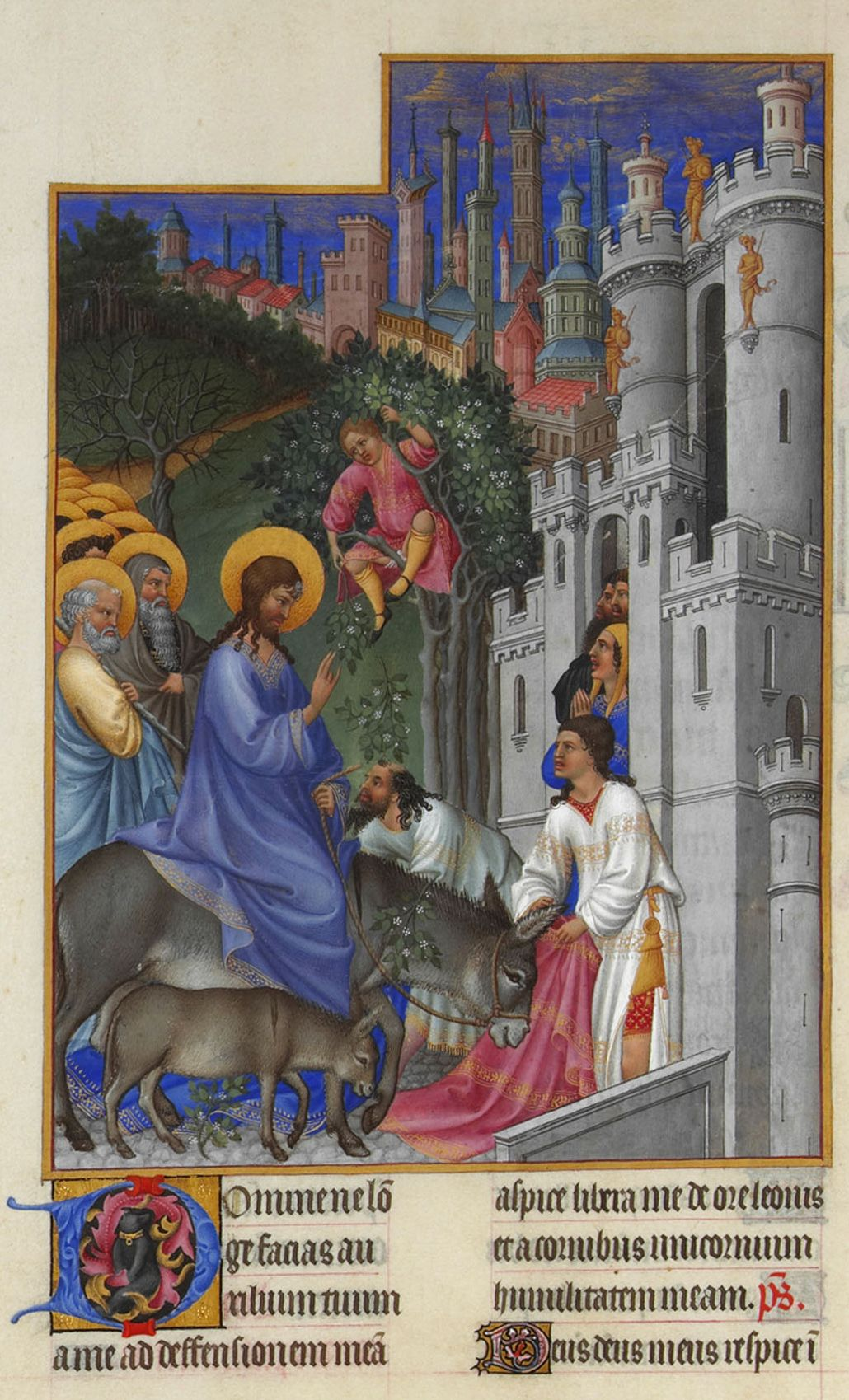
دخول السيد المسيح القدس يوم أحد الشعانين كبداية لأسبوع الآلام.

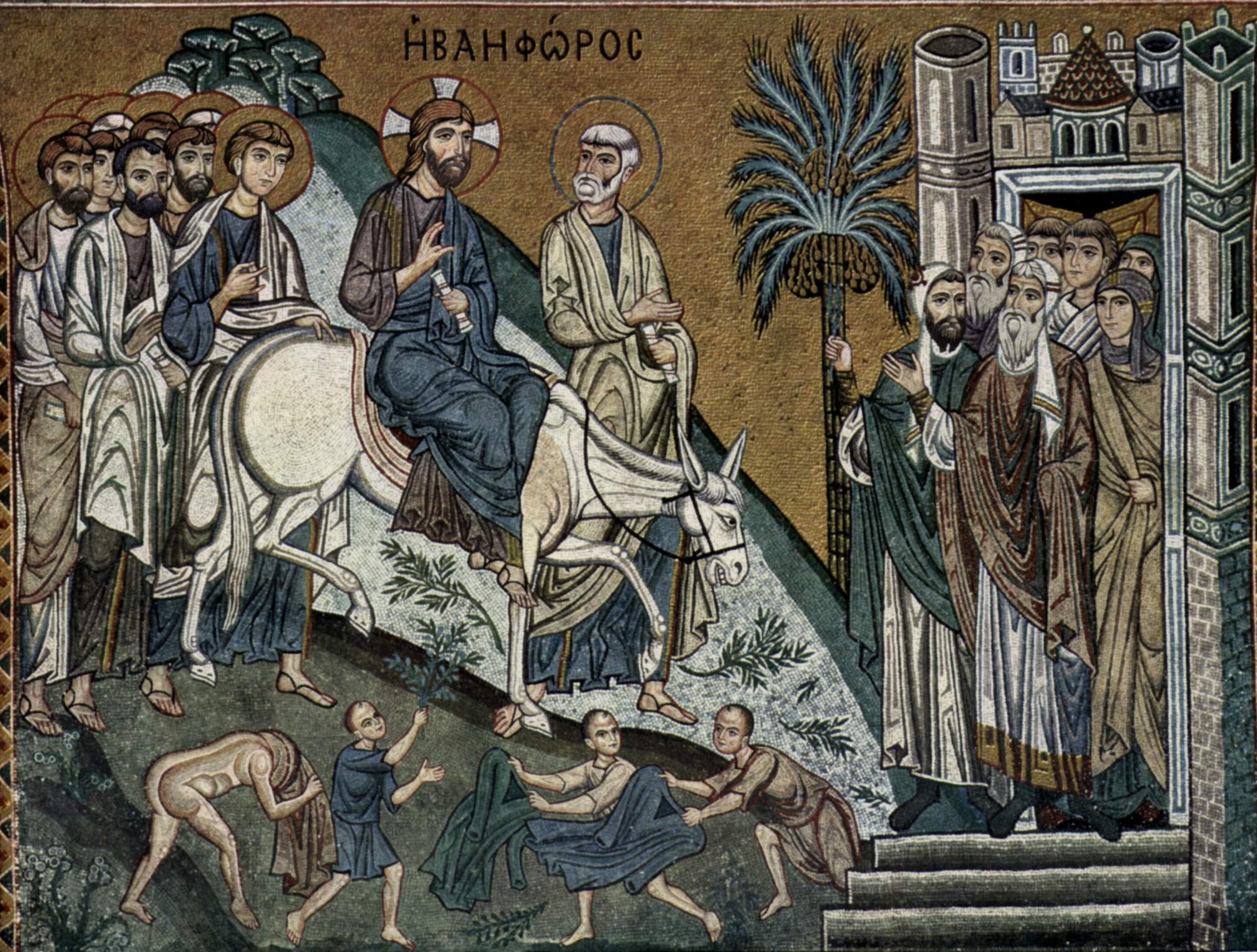
لوحة فسيفساء لدخول المسيح مدينة القدس؛ في مدينة باليرمو، أيطاليا

أحد الشعانين أو عيد الشعنينة هو الأحد السابع من الصوم الكبير والأخير قبل عيد الفصح (عيد القيامة) ويسمى الأسبوع الذي يبدأ به بأسبوع الآلام، وهو يوم ذكرى دخول يسوع إلى مدينة القدس، ويسمّى هذا اليوم أيضًا بأحد السعف أو الزيتونة لأن أهالي المدينة استقبلوه بالسعف والزيتون المزيّن فارشين ثيابهم وسعف النخيل وأغصان الزيتون أمامه، لذلك يعاد استخدام السعف والزينة في أغلب الكنائس للاحتفال بهذا اليوم. ويرمز سعف النخيل إلى النصر، أي أنهم استقبلوا يسوع منتصرًا مُحقّقا نبوأة زكريا بصفته المسيح.
يعطي المسيحيون حول العالم خاصةً مسيحيو القدس وغيرها من المدن في الأراضي المقدسة أهمية بالغة لأحد الشعانين كونه ذكرى دخول ملك السلام إلى القدس وحدثاً سابقاً لقيامة يسوع وبداية أسبوع الآلام.

## أصل الكلمة
كلمة شعانين تأتي من الكلمة العبرانية «هوشيع-نا» والتي تعني يا رب خلص. ومنها تشتق الكلمة اليونانية «أوصنا» وهي الكلمة التي استخدمها في الإنجيل الرسلُ والمبشريون. وهي أيضاً الكلمة التي استخدمها أهالي القدس عند استقبال المسيح في ذلك اليوم.

## الأصول الكتابية

### رواية الإنجيل
دخل المسيح إلى القدس راكبًا على حمار تحقيقًا لنبؤة زكريا بن برخيا: «لا تخافي يا ابنة صهيون، فإن ملكك قادمٌ إليك راكبًا على جحشِ ابن أتان».يو 12:14] وكان استعمال الحمير مقتصرًا في المجتمع اليهودي على طبقة الملوك وطبقة الكهنة، ما يشير إلى يسوع هو المسيح، إذ إن المسيح في العقيدة اليهودية هو نبي وكاهن وملك. وقد يشير الحمار إلى السلام وذلك لأن الحصان عادةً ما يرمز للحرب بينما يرمز الحمار للسلام، وبذلك يكون هناك معنى تاريخي للقصة والذي حدث حقاً بحسب الأناجيل الأربعة، ومعنى ثانٍ رمزي يدل على دخول المسيح إلى القدس كملك للسلام.
استقبل يسوع سكان المدينة والوافدين إليها للاحتفال بعيد الفصح بسعف النخل،يو 12:13] لتظلله من أشعة الشمس، كما أن سعف النخل علامة الانتصار. وفرشوا ثيابهم على الأرض وأخذوا يهتفون، حسب رواية العهد الجديد: «هوشعنا! مبارك الآتي باسم الرب. هوشعنا في الأعالي!».مر 11:9] وتعني هوشعنا حرفيًا خلصنا، ويشير باحثو الكتاب المقدس إلى معنى مركب من استخدام «هوشعنا»، فهي في مفهوم اليهود تشير إلى الخلاص من الاحتلال الروماني، ووفق المعاني الروحية والعقائد المسيحية تشير إلى الخلاص من الخطيئة، تحقيقًا لرسالة المسيح القائمة في سر الفداء.

## الاحتفال في الليتورجية وطقوس كنسية

### المسيحية الشرقية
يعتبر أحد الشعانين أو دخول السيد إلى مدينة أورشليم بحسب الكنائس الأرثوذكسية أحد الأعياد الكبرى للسنة الليتورجية. أما اليوم الذي يسبق أحد الشعانين فهو سبت لعازر والذي يقوم فيه المؤمنون بتحضير سعف الشعانين عن طريق ربطها في الصلبان للتحضير ليوم الأحد.
تُرتّل في سبت لعازر طروبارية لعازر وهي ترتيلة قصيرة والتي تتحدث عن إقامة لعازر من بين الأموات والتي تعتبر تحضيراً لقيامة المسيح من بين الأموات:
"أيُّها المَسيحُ الإِلهُ،
لَمَّا أَقَمتَ لَعازَرَ مِنْ بَينِ الأَمْواتِ
قَبلَ آلامِكَ، حَقَّقْتَ القِيامَةَ العَامَّةَ.
لِذلِكَ وَنَحنُ كالأَطْفالِ،
نَحمِلُ عَلاماتِ الغَلَبَةِ وَالظَّفَرِ
صَارِخِينَ نَحوَكَ، يا غالِبَ المَوتِ:
”أُوْصَنَّا في الأَعالي، مُبارَكٌ الآتي بِاسْمِ الرَّبّ“
من طقوس هذا اليوم أيضاً في الكنيسة الأرثوذكسية[ ؟ ] قراءة فصول من الأناجيل الأربعة في زوايا الكنيسة وأرجائها رمزًا للتبشير بالإنجيل في جميع أرجاء العالم.

### المسيحية الغربية
يُقدّس في كنيسة الروم الكاثوليك وبعض الكنائس الأخرى مثل الكنائس الإنجيلية واللوثرية، سعفُ الشعانين عن طريق وضعهم في ماء مقدسة خارج مبنى الكنيسة في حدث يُدعى تقديس الشعانين.

## مسيرة الشعانين في القدس
بالإضافة إلى الاحتفال المتعارف في الكنائس، يُحتفل بأحد الشعانين بطريقة مميزة في القدس بحيث يُعمل مسيرة دينية تقليداً للأحداث المذكورة في الإنجيل، فيُستخدم جحش وإطلاق مسيرة دينية يتخللها التراتيل والصلوات من كنيسة بيت فاجي مروراً بجبل الزيتون ووصولاً إلى كنيسة القديسة حنة بالقرب من باب الأسباط. تنتهي المسيرة من خلال صلاة في كنيسة القديسة حنة ثم تخرج فرق الكشافة من هناك وتجوب المدينة وصولاً إلى الباب الجديد في القدس ويشاهدها العديد من الناس احتفالاً بالمناسبة. تجري هذه المسيرة الدينية في تمام الساعة الثانية والنصف ظهراً ويصل عدد المشاركين إلى نحو 15,000 مسيحي من مختلف الطوائف والجنسيات خاصةً الفلسطينيين وسكان مدينة القدس بالإضافة إلى فرق الكشافة والكهنة.
في عام 2020، لم تُقَم مسيرة الشعانين في القدس للمرة الأولى منذ سنوات عديدة وذلك بسبب حدوث جائحة كوفيد-19.

## طقوس اجتماعيّة

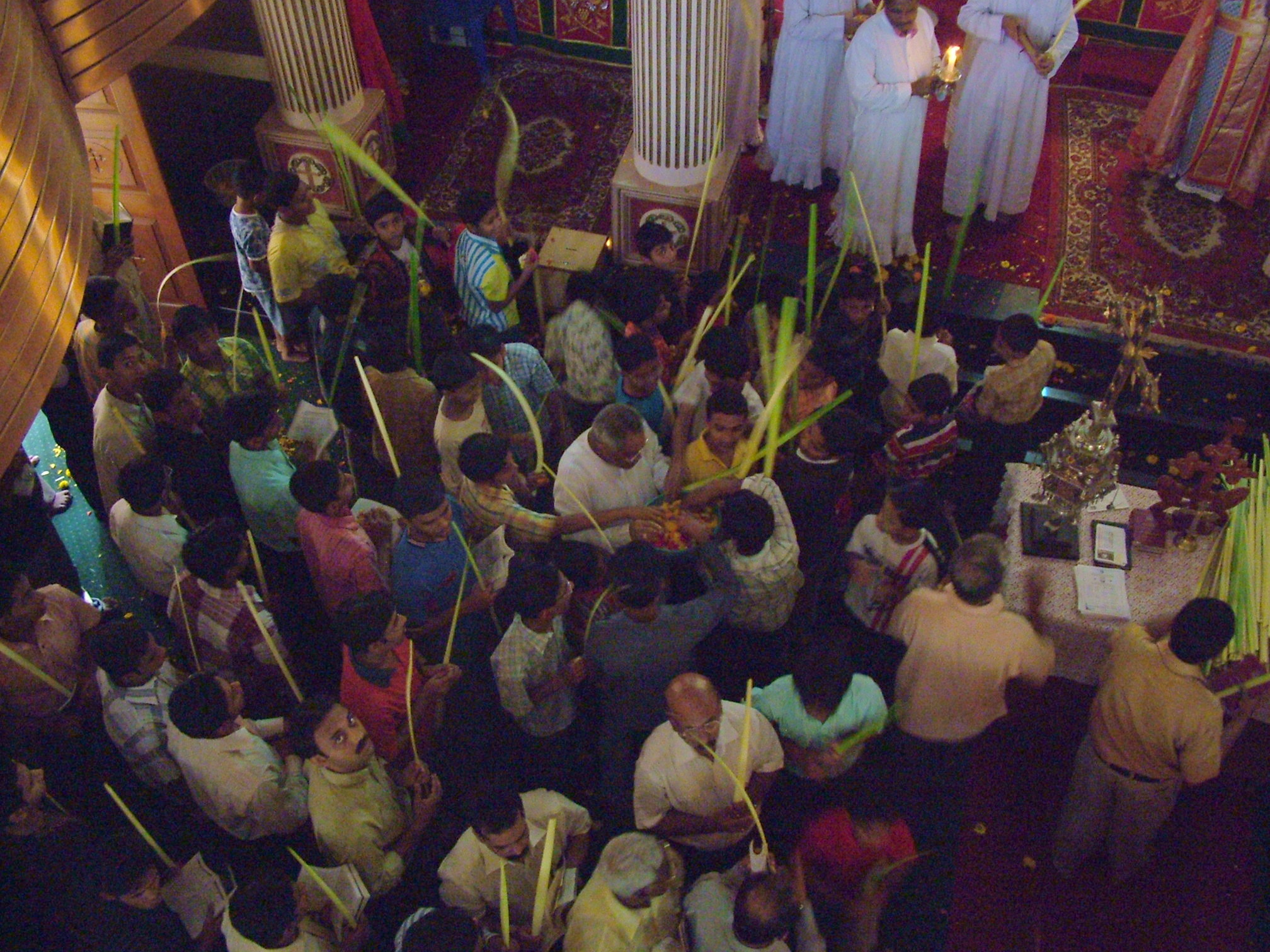
احتفالات أحد الشعانين في الهند.

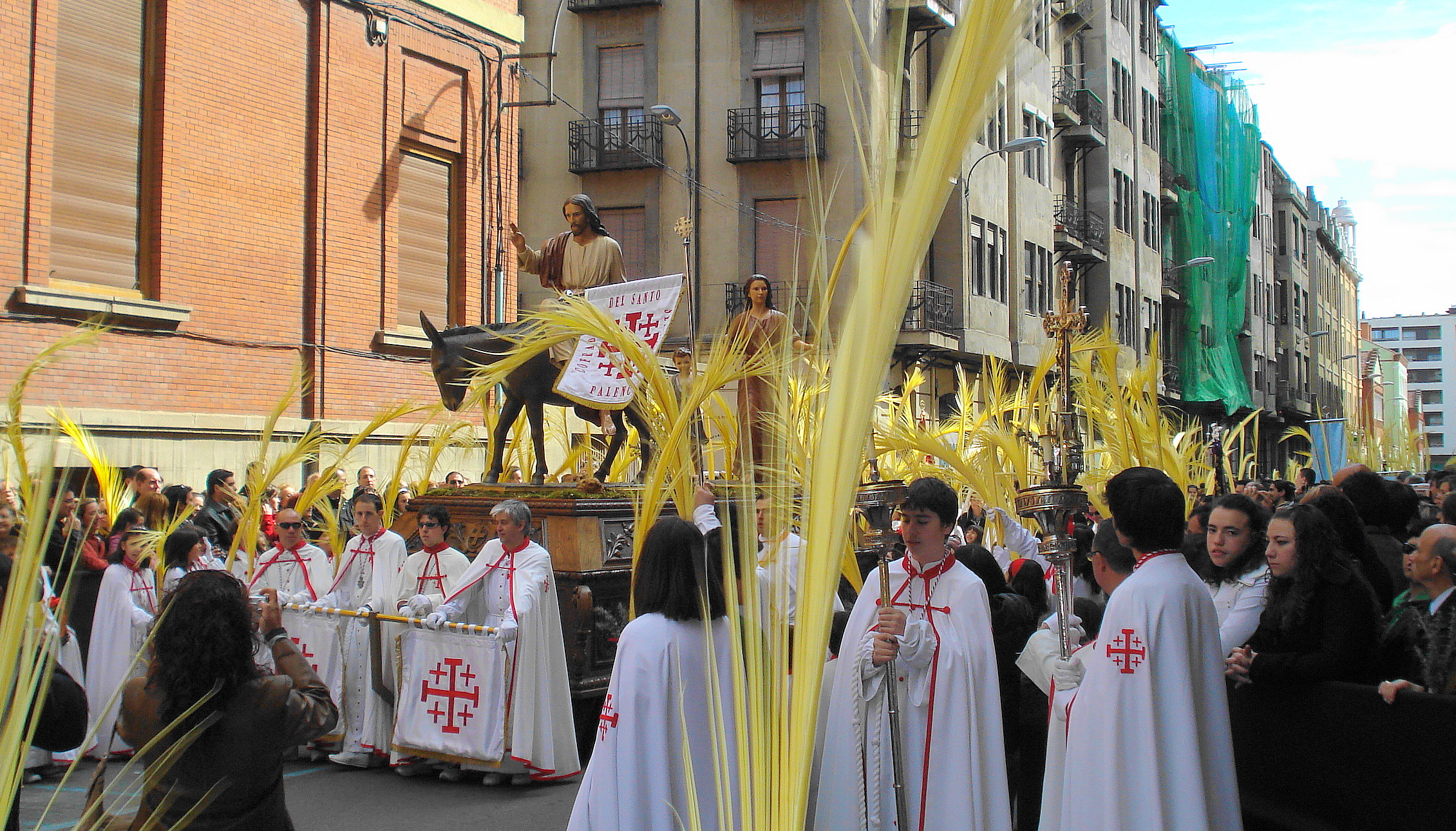
احتفالات أحد الشعانين في إسبانيا.

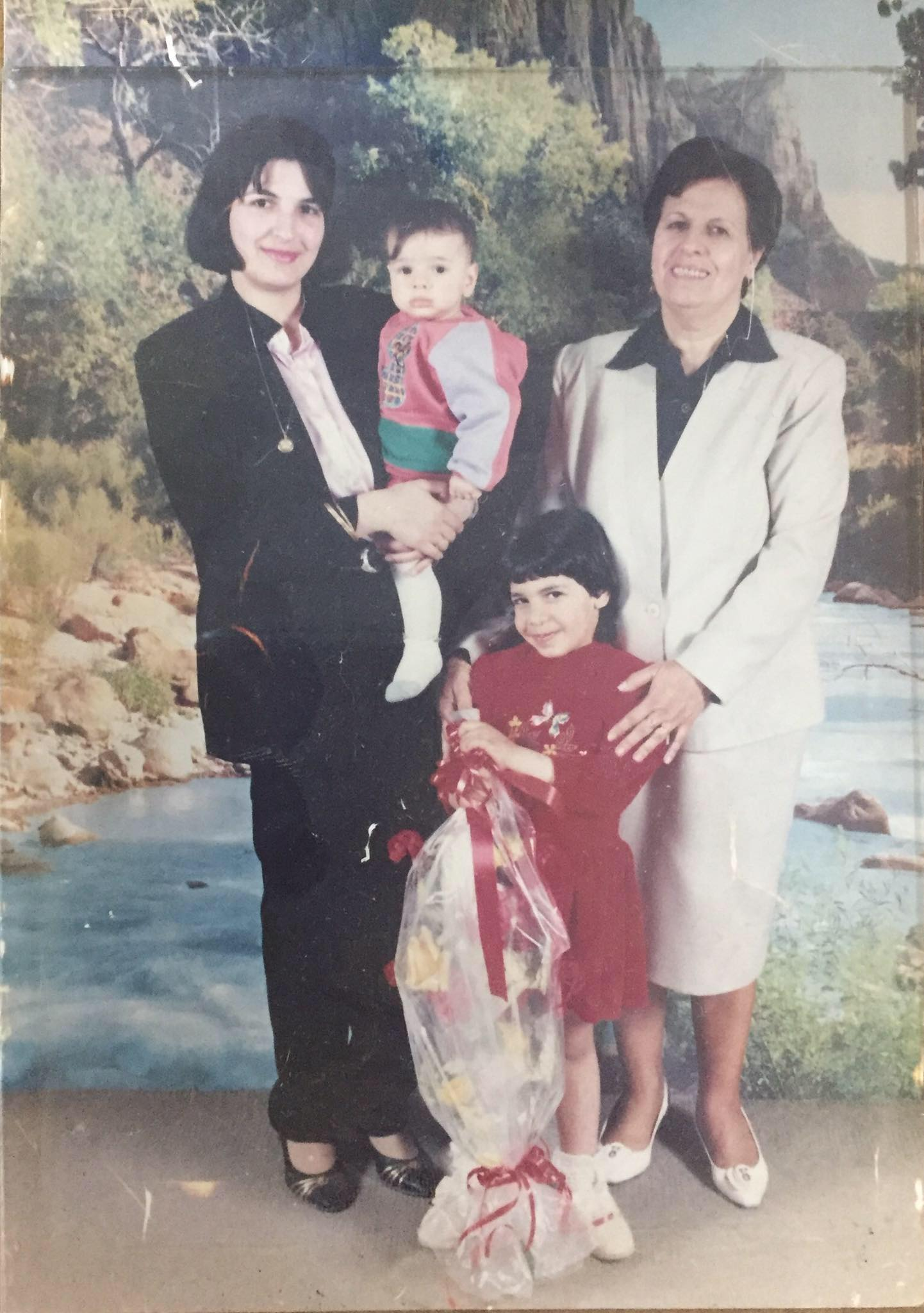
عائلة فلسطينية من بيت لحم تحتفل بأحد الشعانين وتظهر الطفلة وهي تحمل باقة النخيل والورود والزيتون.

### بلاد الشام والعراق
في الأردن ولبنان وعموم فلسطين وسوريا والعراق، يعتبر أحد الشعانين مناسبة خاصة ومناسبة عائليَّة. في هذا اليوم، يُحضر الأطفال الكنيسة مع فروع من أشجار الزيتون والنخيل. بعد القداس تقام مواكب وتطوافات ترافقها فرق الكشافة. ويتخلل هذا اليوم احتفالات اجتماعية واجتماعات عائلية.
تُجهز باقة مزينة من الورود والزيتون والنخيل بالإضافة إلى رمز الصليب داخل تلك الباقة لكل طفل، بحيث يحمل الأطفال هذه الباقات ويطوفون فيها بعد القداس الإلهي في دورة تتلى فيها الصلوات والتراتيل. وبعد الدورة وانتهاء الصلاة، يقوم كشاف الكنيسة باستعراض احتفالي للتعبير عن الفرح بدخول السيد إلى القدس.

### الهند
في ولاية كيرالا في جنوب الهند يعتبر أحد الشعانين من أهم الأيام المقدسة في تقويم مسيحيون مار توما، من العادات والتقاليد تناثر الزهور حول الهيكل خلال قراءة الإنجيل عند جملة: «هوشعنا في الأعالي مبارك الآتي باسم الرب» حيث تُقرأ هذه الكلمات ثلاث مرات. تقام تطوافات ومواكب بعد نهاية القداس، تتخله نثر الزهور ورش الماء. يعتبر أحد الشعانين مناسبة عائلية هامة بالنسبة لمسيحيون مار توما.

## معرض صور

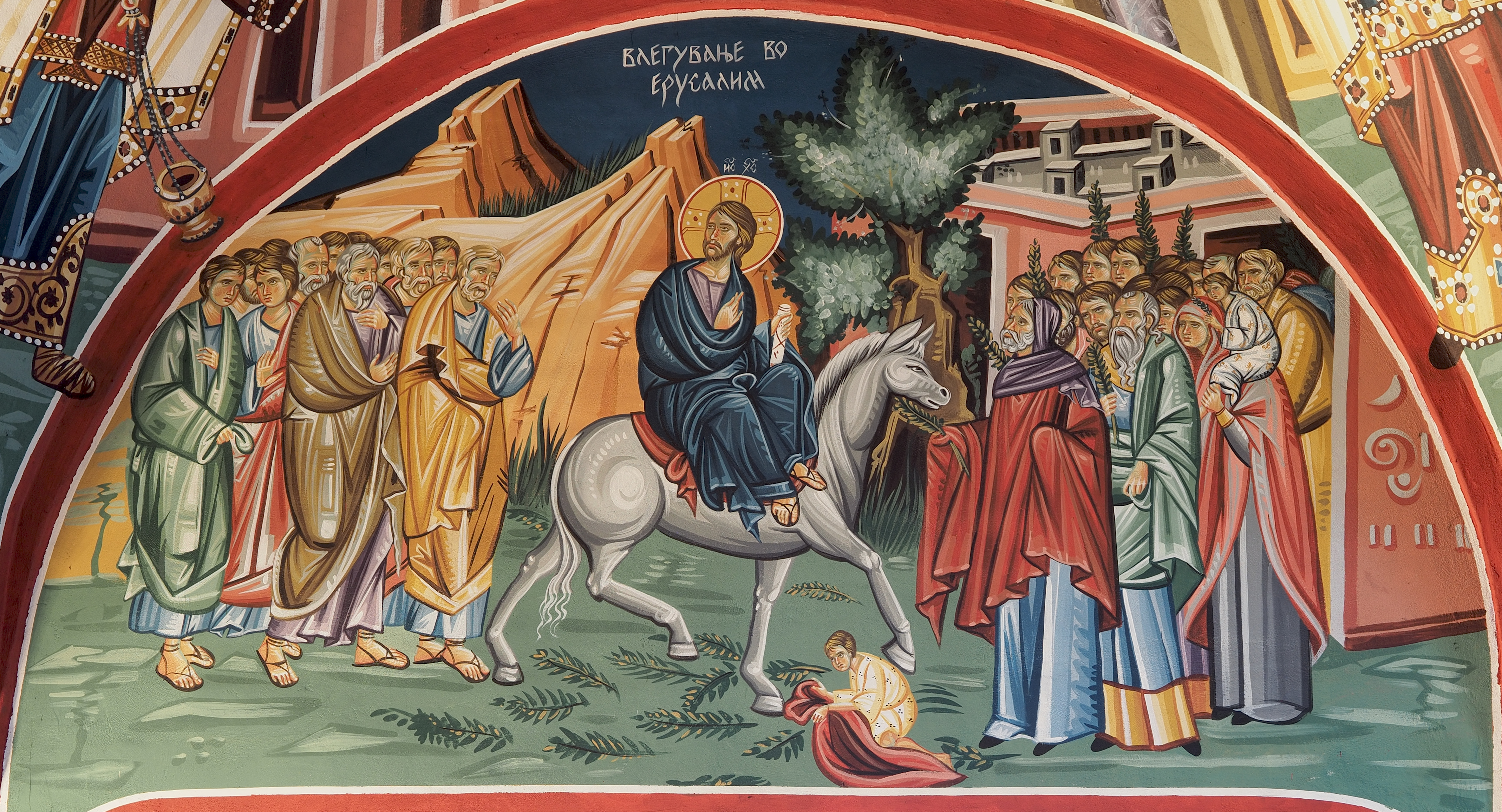
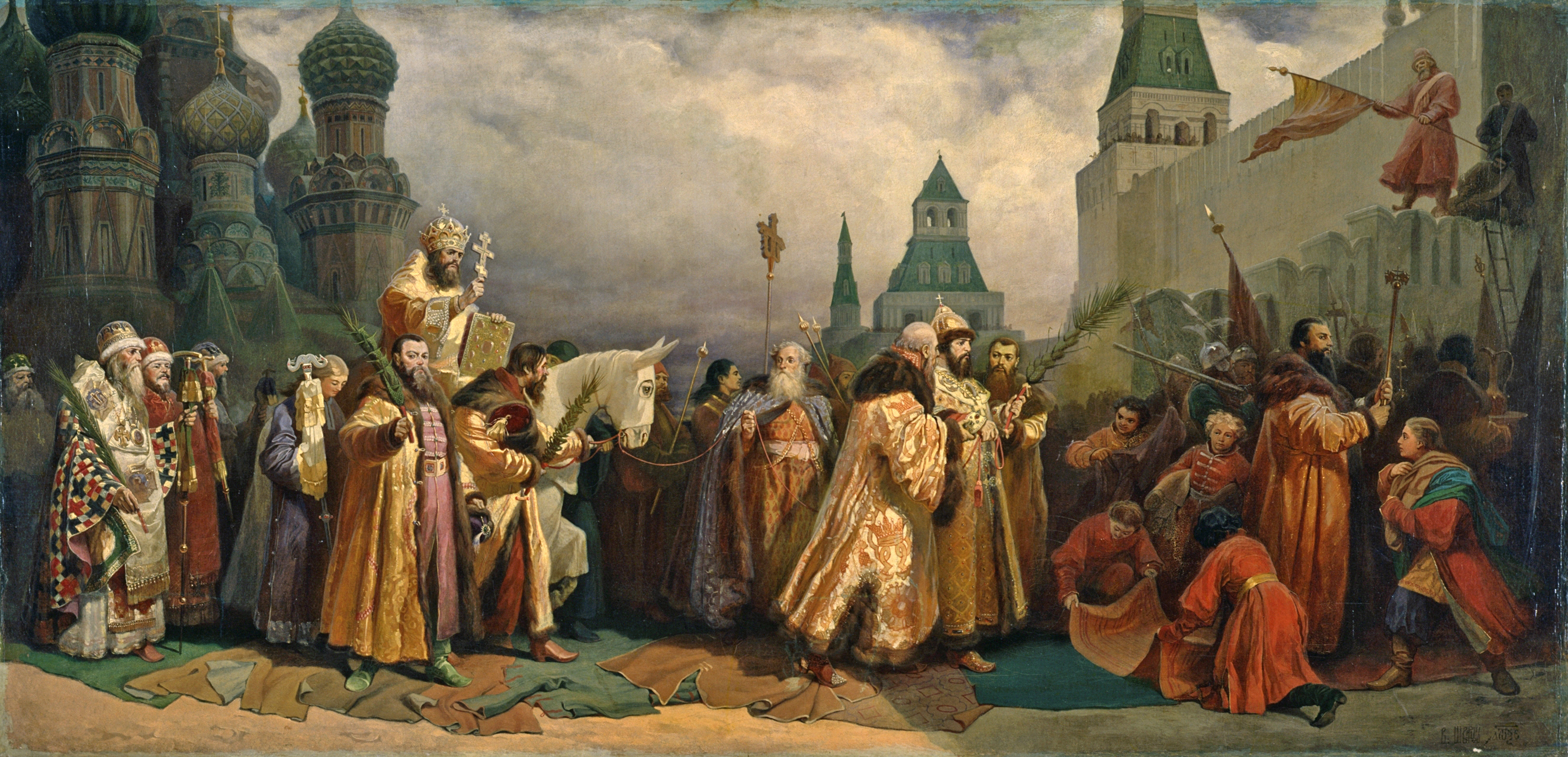
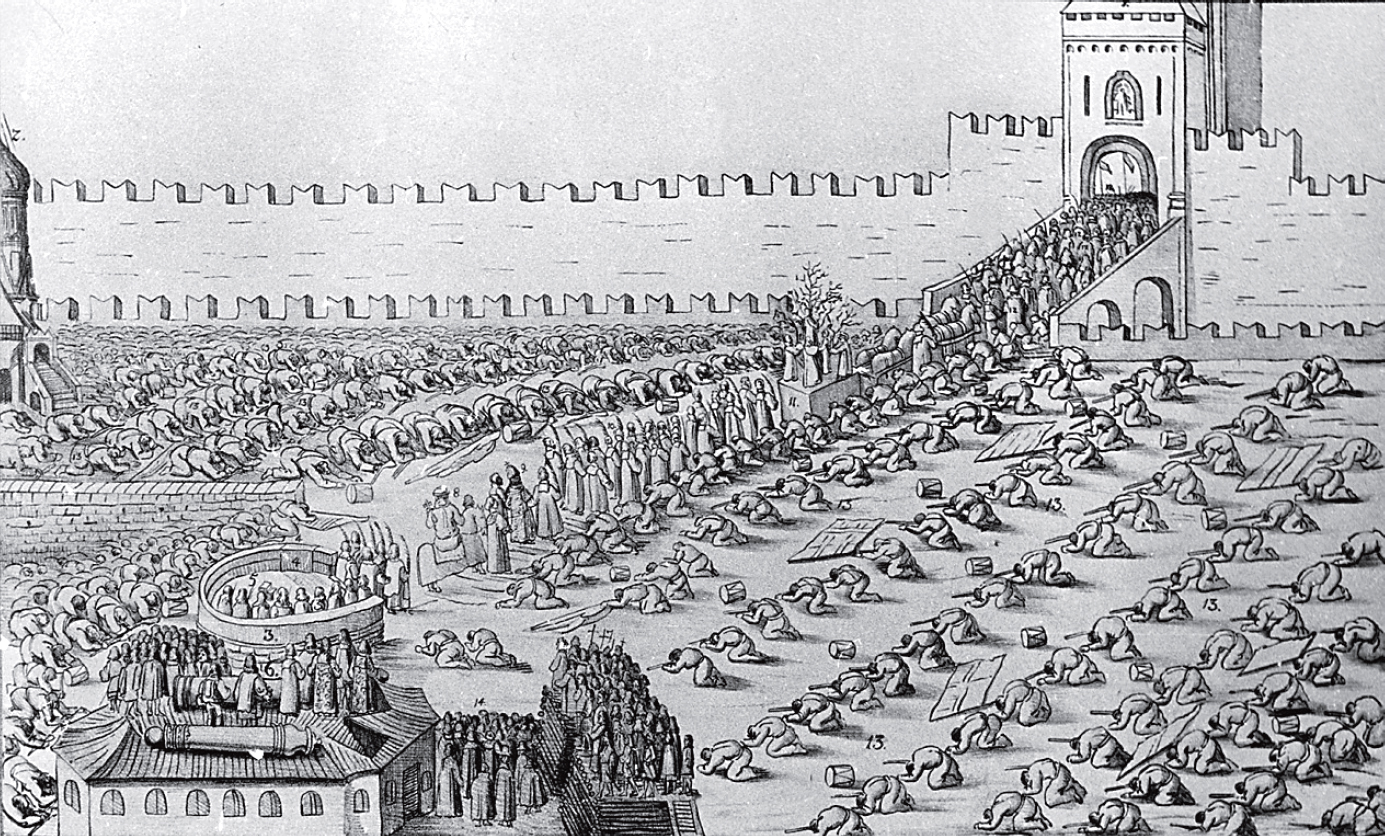
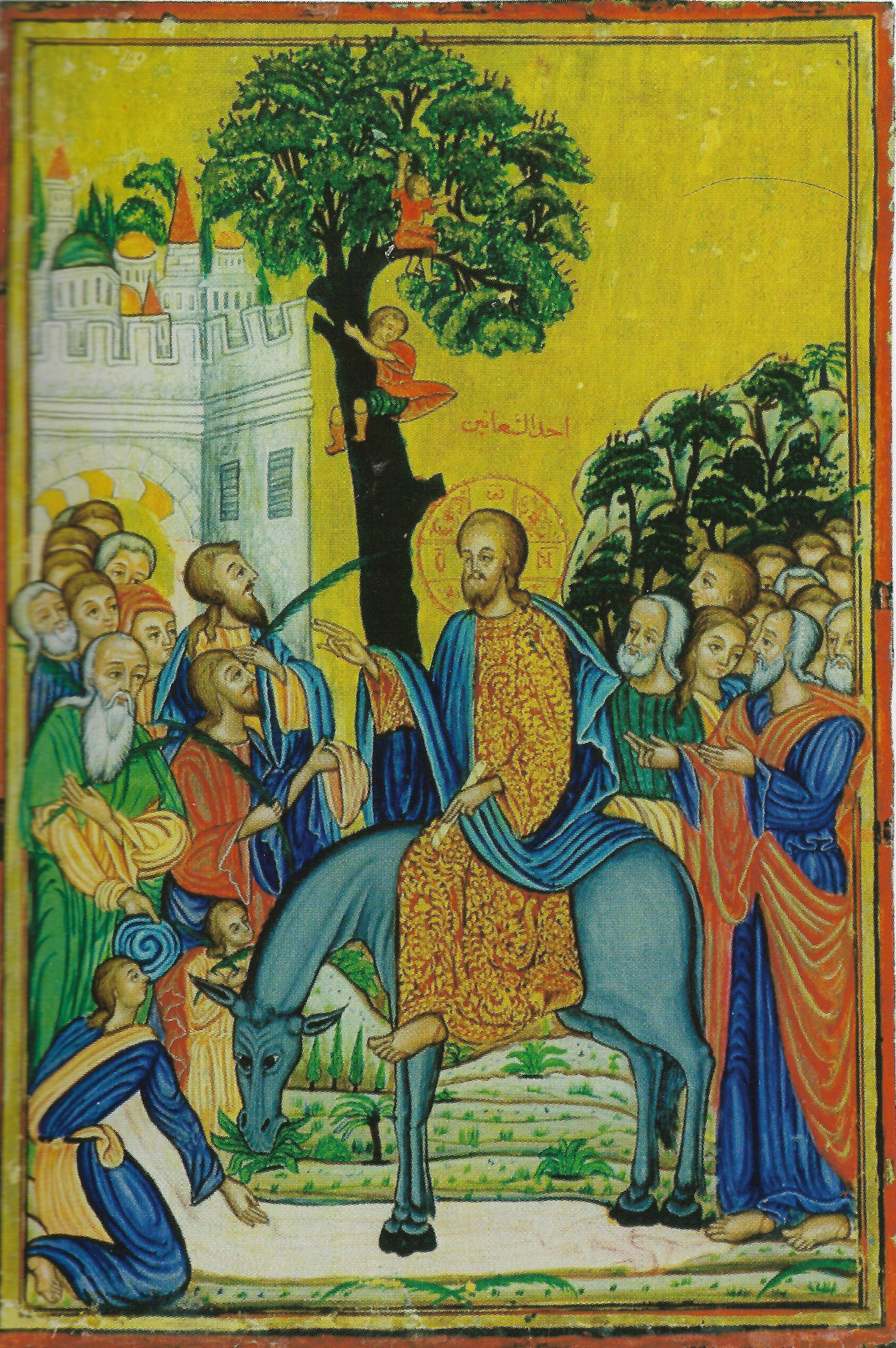